# حكومة وصفي التل الثالثة
حكومة وصفي التل الثالثة هي الحكومة الخمسون من حكومات المملكة الأردنية الهاشمية. شكّل وصفي التل الحكومة في 13 فبرايرعام 1965م، بتكليف من ملك الأردن الحسين بن طلال. وقد حلّت الحكومة في 22 ديسيمبر1965.

## وصلات خارجية
- موقع رئاسة الوزراء